# British Home Championship 1911/12
Die British Home Championship 1911/12 war die 29. Auflage des im Round-Robin-System ausgetragenen Fußballwettbewerbs zwischen den vier britischen Nationalmannschaften von England, Irland (ab 1950/51 Nordirland), Schottland und Wales.
| Pl.                                            | Nationalmannschaft | Sp. | S | U | N | Tore    | Punkte |
| ---------------------------------------------- | ------------------ | --- | - | - | - | ------- | ------ |
| 1.                                             | England            | 3   | 2 | 1 | 0 | 009:200 | 05:10  |
| 1.                                             | Schottland         | 3   | 2 | 1 | 0 | 006:200 | 05:10  |
| 3.                                             | Irland             | 3   | 1 | 0 | 2 | 005:120 | 02:40  |
| 4.                                             | Wales              | 3   | 0 | 0 | 3 | 002:600 | 0:60   |
| England und Schottland teilten sich den Titel. |                    |     |   |   |   |         |        |

|                                                |   |            |           |
| 10. Februar 1912 in Dublin (Dalymount Park)    |   |            |           |
| Irland                                         | – | England    | 1:6 (1:3) |
| 2. März 1912 in Edinburgh (Tynecastle Stadium) |   |            |           |
| Schottland                                     | – | Wales      | 1:0 (0:0) |
| 11. März 1912 in Wrexham (Racecourse Ground)   |   |            |           |
| Wales                                          | – | England    | 0:2 (0:2) |
| 16. März 1912 in Belfast (Windsor Park)        |   |            |           |
| Irland                                         | – | Schottland | 1:4 (1:2) |
| 23. März 1912 in Glasgow (Hampden Park)        |   |            |           |
| Schottland                                     | – | England    | 1:1 (1:1) |
| 13. April 1912 in Cardiff (Ninian Park)        |   |            |           |
| Wales                                          | – | Irland     | 2:3 (1:0) |